# Лжекооператив
Лжекооператив — фиктивное частное предприятие, созданное в организационно-правовой форме кооператива, с преступной целью или с целью воспользоваться налоговыми или иными льготами и преимуществами, положенными кооперативу в соответствии с законодательством. Они не соблюдают кооперативные принципы и не допускают большинство рядовых членов к участию в управлении кооперативом. Лжекооперативы создаются для организации финансовых пирамид, получения государственной помощи, а также ведения частной предпринимательской деятельности в социалистических странах, где варианты частного предпринимательства ограничены.

## Характер деятельности лжекооперативов
Лжекооперативы чаще всего создаются для осуществления следующей деятельности:
- Осуществления частной предпринимательской деятельности в странах, где другие возможности организации частного предпринимательства ограничены (например, в социалистических странах);
- Получения экономической помощи и поддержки от государственных и частных органов;
- Получения налоговых льгот и иных привилегий;
- Организация финансовых пирамид.

## Лжекооперативы в истории Российской Империи
Впервые проблема появления лжекооперативов был отмечена А. И. Васильчиковым в 1875 году: 

Первый факт есть тот, что в некоторых местностях и, сколько нам известно, в целых полосах, обнимающих целые уезды или даже губернии, под фирмою ссудных товариществ происходит просто раздел сумм, ассигнуемых на первоначальный заём от земства или других источников. Так, между прочим, в Херсонской губернии, где число товариществ из всех губерний наибольшее — 58 и в одном Ананьевском уезде 31, оказывается, если сведения наши верны, что большая часть их существует чисто номинально. Там ввелись такие порядки, что несколько крестьян, вступая в соглашение об открытии ссудного товарищества, подписывают устав, представляют его на утверждение, затем получают от земства, по-видимому, без всяких справок, известный капитал, делят его поровну между всеми членами-учредителями и далее только переписывают с одного срока на другой ссуды, таким образом, поделённые между ними.
В другой губернии, в Пермской, произошло следующее: две волости этой губернии имели значительный капитал, который образовался в прежние годы из разных мирских и страховых платежей; так как они несколько раз безуспешно ходатайствовали о получении этих денег на руки, то какой-то благожелатель их надоумил просить о выдаче этих сумм на образование ссудного товарищества, они так и сделали, и получили сумму, разделили её всю поголовно и поровну между всеми домохозяевами всей волости".

## Лжекооперативы в СССР
После принятия в марте 1921 года X съездом РКП(б) Новой экономической политики, кооперативы получили поддержку Советского Правительства. «Покровительство» государства системе кооперации в годы НЭПа обеспечило быстрый рост количества кооперативов. В этой ситуации значительные слои сельского населения, прочно связанные с рынком, стремились воспользоваться выгодами кооперативного кредита, снабжения и сбыта в интересах развития своего хозяйства.

Важное значение придавалось подлинности кооперативного устройства предприятия. Для первичного кооператива основным её признаком было его вхождение в союз кооперативов, который располагал большими правами по регулированию деятельности своих членов. Кооперативы, не состоящие в союзах, признавались ими лишь при условии представления в финансовые органы не вызывающих сомнений доказательств кооперативного устройства: устава и справки о регистрации в соответствующем учреждении (для промысловых кооперативов — в местных органах ВСНХ). При сомнениях в подлинности кооператива он мог подвергнуться обследованию губернским кооперативным объединением. Доля «лжекооперативов», прикрывающих частные предприятия, достигала 30-40 %.

28 декабря 1928 г. СНК СССР принимает постановление «О мерах борьбы с лжекооперативами», где говорилось, что, «вытесняемые вследствие успехов государственной и кооперативной промышленности и торговли из важнейших отраслей народного хозяйства капиталистические (кулацкие) элементы в ряде случаев проникают в кооперативные организации и превращают их в лжекооперативы, являющиеся орудием и прикрытием их эксплуататорской деятельности». Правительствам союзных республик предлагалось принять меры к усилению уголовной ответственности организаторов и фактических руководителей лжекооперативов, а также должностных лиц государственных органов и кооперации, оказывающих содействие лжекооперативам (29). Это указание получило реализацию в постановлении СНК РСФСР от 27 марта 1929 г. и постановлении ВЦИК и СНК РСФСР от 9 сентября 1929 г. Лжекооперативами признавались кооперативы: «а) если в числе их учредителей или членов выборных органов участвуют лица, которым это воспрещено законом, или б) если в них преобладающее влияние имеют капиталистические (кулацкие) элементы, использующие кооперативную форму в своих классовых целях, или в) если деятельность их уклоняется в сторону, противную интересам социалистического строительства».
В 1929 году Уголовный Кодекс РСФСР был дополнен статьёй 129-а, предусматривающей уголовную ответственность в ч. 1 за учреждение и руководство деятельностью лжекооперативов, то есть таких организаций, которые прикрываются кооперативными формами в целях использования льгот и преимуществ, предоставляемых кооперации, в действительности же являются предприятиями частнопредпринимательскими и преследуют интересы капиталистических элементов, имеющих преобладающее влияние в их составе. В определении Судебной коллегии по уголовным делам Верховного Суда СССР от 18 декабря 1948 года по делу Ф. и З. об учреждении лжекооперативов говорится как об опасном для общества виде преступления, «связанного с проникновением частника в кооперацию в целях личной выгоды». Переход к плановой экономике в 1930-х годах ликвидировал условия для деятельности частного предпринимательства, в том числе кооперативов.
Июньский пленум ЦК КПСС 1987 года дал толчок полномасштабной экономической реформе. 26 мая 1988 года был принят закон СССР «О кооперации в СССР». Получившие относительную самостоятельность в условиях плановой экономики кооперативы стали удобной формой для легализации частной предпринимательской деятельности.

Легализация частнопредпринимательской и кооперативной деятельности в условиях жёсткой планово-централизованной экономики изначально ставила данные организационные формы производственно-коммерческой деятельности в подчинённое положение от государственного сектора, тем самым способствуя массовым фактам противоправной хозяйственной деятельности. Отдельные предприимчивые граждане создавали кооперативы, делающие деньги, а не реальные товары. Они временно создавали кооперативы для проведения незаконных финансовых операций при посреднической деятельности. Лжекооперативы не производили товары, но их руководители получали огромные доходы путём «перекачки» товаров из государственной торговли к потребителю. Кооператоры-перекупщики создавали искусственный дефицит товаров широкого потребления и в условиях свободных цен завышали цены, скупая оптом товары у производителя по ценам значительно ниже рыночных.

Переход к рыночной экономике и разрешение различных форм частных предприятий после принятия 25 декабря 1990 года Закона РСФСР «О предприятиях и предпринимательской деятельности» фактически завершил период создания лжекооперативов в СССР.

## Лжекооперативы как инструмент финансовых преступлений
В период активного создания финансовых пирамид в 1990-х годах лжекооперативы создавались достаточно редко. Одним из таких известных случаев является создание и деятельность кредитного союза «Арго» из города Туапсе.
Создание лжекооперативов началось в начале 2000-х годов. Для привлечения вкладчиков организаторы лжекооперативов обещали льготное приобретение жилья, высокие проценты по вкладам и предоставление льготных займов. Лжекооперативы, привлекавшие граждан обещанием льготного приобретения жилья, создавались в виде жилищных и жилищно-строительных кооперативов.
Создание подобных лжекооперативов стало затруднено, после принятия в 2006 году федерального закона «О жилищных накопительных кооперативах», в котором предусмотрены меры государственного регулирования деятельности жилищных накопительных кооперативов на рынке недвижимости.
Финансовые пирамиды в виде лжекооперативов стали создаваться после принятия в 2001 году Федерального закона № 117-ФЗ от 07.08.2001 г. о «Кредитных потребительских кооперативах граждан», когда кредитные кооперативы получили легальную возможность привлечения личных сбережений своих пайщиков. Закон предусматривал государственное регулирование кредитных потребительских кооперативов граждан федеральным органом исполнительной власти. Решением Правительства РФ таким органом было определено Министерство финансов РФ. Однако на практике Министерство Финансов РФ к процессу регулирования кредитных потребительских кооперативов не преступило: не был создан реестр кредитных потребительских кооперативов граждан, не были приняты финансовые нормативы и финансовая отчётность для кредитных кооперативов.
Таким образом, создались условия для организации финансовых пирамид в организационно-правовой форме кредитного потребительского кооператива граждан. Такие лжекооперативы, как правило, не проводят общих собраний и не допускают рядовых членов к управлению кооперативом, скрывают финансовую информацию и реальных руководителей лжекооператива, ведут активную рекламную политику, принимают в кредитные кооперативы всех подряд, а не только граждан, объединённых территориальной, профессиональной или иной общностью, знающих друг друга и доверяющих друг другу.
Многие лжекооперативы создаются в крупных городах, где граждане, как правило, плохо знакомы друг с другом, а также имеют удалённые филиалы, в том числе на территории других субъектов федерации. Созданию лжекооперативов способствовала успешная деятельность настоящих кредитных кооперативов в 1990-х годах во многих регионах Российской Федерации, которая сформировала положительную репутацию кредитных кооперативов у населения.
Внимание общества и прессы к лжекооперативам было привлечено с началом финансового кризиса в 2008 году. Значительное количество жителей Южного федерального округа пострадало от лжекооперативов. В 2009 году в рамках Антикризисной программы Правительства РФ был принят федеральный закон «О кредитной кооперации», ставший законодательной базой для регулирования большинства кредитных потребительских кооперативов. Закон предусматривал меры по государственному контролю кредитных кооперативов, а также обязательное вступление кредитных кооперативов в саморегулируемые организации кредитных потребительских кооперативов к августу 2011 года.

### Примеры лжекооперативов
Созданный в 2005 году в Волгограде КПК «Наш дом» нанёс ущерб своим вкладчикам в размере около 2,5 млн рублей. В 2005 году Андрей Бирюков:

… организовал и зарегистрировал в городе Волгограде кредитный потребительский кооператив «Наш дом», целью деятельности которого было привлечение и хищение денежных взносов граждан. Большинство сотрудников кооператива являлись родственниками и знакомыми осуждённого и фактически участия в деятельности кооператива не принимали.
… Бирюков организовал рекламную кампанию в средствах массовой информации. Он обещал вкладчикам от 30 до 38 процентов годовых, действуя по принципу «финансовой пирамиды». Тем, кто доверял свои средства кооперативу, обещанные проценты выплачивались за счёт взносов новых вкладчиков.
За время существования кооператива Бирюков похитил из поступивших средств около 2 млн 300 тыс. рублей, оформив себе займы на потребительские нужды. Деятельность кооператива была пресечена правоохранительными органами в августе 2006 года, когда гражданам стали отказывать в возвращении вложенных ими денежных средств и выплате процентов.

Кредитный потребительский кооператив граждан «Росгражданкредит» из Волгограда работал с 2002 года, имел 24 филиала в Волгограде и других городах Южного федерального округа, объединял около 2 тыс. пайщиков. В 2009 году в Арбитражный суд Волгоградской области был подан иск о признании кооператива банкротом, а в отношении руководителей кооператива было возбуждено уголовное дело, в результате суда по которому организаторы получили от 7 до 9 лет лишения свободы.
Межрегиональный финансовый потребительский союз «Гурьянин» зарегистрирован в качестве юридического лица 27 января 2003 года и начал привлекать денежных средства жителей Кемерово, Новокузнецка, Новосибирска, Гурьевска, Белово и Салаира. Решением общего собрания кооператива от 14 марта 2009 года был введён 5-летний запрет на возврат вкладов. К этому сроку общая численность вкладчиков и заёмщиков кооператива была свыше 17000 человек. Решением Арбитражного суда Кемеровской области от 1 июля 2010 года «Гурьянин» был признан несостоятельным (банкротом).

… В совершении шести преступлений… «Присвоение или растрата», … «Легализация (отмывание) денежных средств или иного имущества, приобретённых лицом в результате совершения им преступления» … обвиняется бывший директор данного кооператива Александр Истомин.
… обвиняемый неоднократно оформлял договоры займа с кооперативом «Гурьянин», директором которого являлся, действуя при этом, как физическое лицо или индивидуальный предприниматель. На основании данных договоров он получал в кассе организации вверенные ему денежные средства. Собранные следствием доказательства свидетельствуют о том, что с 19 октября 2005 года по 16 апреля 2009 года обвиняемый, используя своё служебное положение, похитил путём присвоения вверенные ему денежные средства кооператива «Гурьянин» в особо крупном размере — почти 85 000 000 рублей.
… после введения моратория на выдачу денежных средств пайщикам кооператива обвиняемый… оформил договор займа на сумму 9 000 000 рублей, со сроком возврата займа. В качестве залога фигурант предоставил принадлежащее ему здание и земельный участок, расположенные в Ленинске-Кузнецком, приобретённые им по цене более 2 000 000 рублей, при этом на момент заключения договора здание находилось в непригодном для использования состоянии. Получение денежных средств в данном случае противоречило Уставу кооператива «Гурьянин», согласно которому общая сумма займов, выданных одному пайщику, должна была составлять не более 25 % от активов кооператива. А сумма активов кооператива… на тот момент составляла лишь более 5 000 000 рублей.

Несколько тысяч кузбассовцев узнали, что свои деньги, принесённые ими ранее в офисы кооператива «Гурьянин», они не получат ещё долго. Тогда по решению собрания пайщиков на выплаты был введён мораторий на 5 лет. Инициатор этого решения глава «Гурьянина» Александр Истомин к этому моменту уже давно был не у дел, а на скамье подсудимых. Но выплат как не было, так и не случилось. При этом, как выяснилось на днях, сам Истомин, которого можно записать в число самых успешных финансовых «фокусников» Кузбасса в современной истории, вполне может рассчитывать на финансовую компенсацию своих «издержек».
О «Гурьянине» и пострадавших вкладчиках «Кузбасс» пишет давно и довольно подробно. И, честно признаться, формальное завершение очередного срока банкротства кооператива на этой неделе вызывало разве что дежурный журналистский интерес. В бумажных «конюшнях» этой некогда славившейся огромными процентными выплатами «организации» такое наворочено, что одни разборы тянутся уже второй год. А уж о расчёте со вкладчиками ещё вообще речи не шло. Однако же «Гурьянин» – это тот случай, когда чем дальше, тем страшнее, потому интересней.
	Учредители кооператива "Гурьянин":
по данным из Выписки из Единого государственного реестра от 18.05.2009 г. Дата присвоения ОГРН – 27.01.2003; Уставный капитал – отсутствует. Виды экономической деятельности – 2: предоставление потребительского кредита, предоставление денежных ссуд под залог недвижимости.
Сафронова Валентина Андреевна. Гл.бухгалтер муниципального предприятия «Силуэт» (бывший дом быта). Данные на 2009 год.
Русина Светлана Ивановна – нет данных.
Пестова Ирина Васильевна. Экономист Гор.Здрава (Гурьевск), затем санаторий Лесное озеро (Алтай).
Семёнова Ирина Александровна. Попались только сведения из сети  Интернет о её участии в одних и тех же мероприятиях, совместно с Дроб М.А., американской бизнес-школы Duke University’s Fuqua School of Business.
Синицын Константин Александрович. Индивидуальный предприниматель.
Черенева Галина Яковлевна. Директор муниципального предприятия «Силуэт» (бывший дом быта). Данные на 2009 год.
Истомин Александр Сергеевич. См. пункт 1.
Бойко Сергей Иванович. Системный администратор местной газеты (г. Гурьевск).
Копытова Татьяна Борисовна. Главный редактор Гурьевской районной газеты «Знамёнка». На ежегодном журналистском конкурсе «Золотое перо-2006» награждена в номинации «Газета, имеющая лучшие финансово-экономические показатели». Номинация № 3 «Лучшее освещение в средствах массовой информации хода реализации реформы местного самоуправления».
Койнова Людмила Ивановна. Мать Истомина А.С.
Матвиенко Ирина Петровна. Индивидуальный предприниматель.
Скрипов Анатолий Викторович - нет данных.
Горохов Владимир Андреевич. Главный патологоанатом г. Гурьевска. 
Казакова Мария Ивановна - нет данных.
После окончания (авг.2013 г.) приёма документов кооператива действующим управляющим Долгих В.В. у бывшего управляющего Павленко Е.А. (документы не переданы в полном объёме до сего момента) член комитета кредиторов Унегов М.В. обратился к Долгих В.В. за информацией о взыскания дебиторской задолженности. Была получена таблица исполнительных производств в электронной форме. Всего 2071 запись вместе с солидарными (поручители, родственники) должниками. Обращает на себя внимание то, что по крупному городу Новокузнецк (где работали 2 офиса кооператива) имеется всего 71 запись?!... В представленной таблице имеется несколько записей «выплачено через кассу» за период янв.2012 – май 2012 – заёмщики вносили свой долг наличностью.
Представленная Долгих В.В. таблица исполнительных производств содержит задолженность всего на сумму 613млн.530.347,53 руб., после минусования долгов солидарных должников (повторяющиеся суммы) и долга ООО «Златозара» (учитывается отдельно – уголовное дело) получаем 231млн.148.674,09 руб. Поступило денежных средств от взыскания на сент.2013 года 34млн.648.372,71 руб., всего 109 заёмщиков полностью погасили долги.
Справочно:
в финансовом анализе перед открытием конкурсного производства 10.06.2010г. была указана дебиторская задолженность (Антонов Д.И.) 207 млн. 394.000 руб., а эта информация в свою очередь основана на результатах инвентаризации проведённой и.о. директора Халтуриной О.В. и бывшего кредитора Чуплаковой В.В.;
в отчёте бывшего конкурсного управляющего Павленко Е.А. за 24.12.2011 г. указана дебиторская задолженность в размере 282 млн. 888.024,62 руб.;
в отчёте действующего конкурсного управляющего Долгих В.В. за 20.01.2014г. на стр. 3 указана дебиторская задолженность (балансовая стоимость) 419 млн. 415.000 руб., и в то же время на стр. 6 указывается выявленная и подтверждённая 45 млн. 876.521,64 руб., 482 должника.
Все перечисленные выше источники информации дают разную сумму дебиторской задолженности. Отсутствие достоверных данных говорит о наличии признаков состава преступления по сокрытию информации, хищении и мошенничеству.
Работа с бумажными документами по сбору сведений не даёт возможности заполнить таблицу-реестр по причине отсутствия полных комплектов документов по должникам-заёмщикам (отс. договора займов, квитанции, решения судов и т.д.). Не обнаружено никакой информации по оплате третейских сборов в суд «ВерАлекс» (Белово), хотя при открытии конкурсного производства первым управляющим Антоновым Д.И. к отчёту был приложен список из 87 исполнительных производств по Беловскому району. Бывший конкурсный управляющий Павленко Е.А. на одном из собраний кредиторов говорил, что по ООО «Златозара» было решение третейского суда и выдан исполнительный лист – чтобы создать видимость законности и «прикрыть» хищение. Неизвестно сколько ещё «златозар» поменьше было «прикрыто» таким образом.
С целью анализа информации была сделана выборка с информацией по дебиторской задолженности из тех должников по которым есть полный комплект документов. З0 должников из городов: Кемерово, Топки, Белово, Гурьевск, Новосибирск, Берёзовский, Яшкино; всего на сумму 1 млн. 479.387 руб. При этом взяли эти заёмщики в соответствии с договорами 561.800 руб. (такая разницы между деньгами выданными в заём и долгом к возврату связаны с начислением процентов по займам, пеней и штрафов, учтённому возврату судебных издержек). Поступило по исполнительным листам на сент.2013г. 176.599 руб., а было истрачено на оплату госпошлины и юр.услуги 152.532 руб. Поступления по исполнительным производствам едва перекрывают затраты понесённые кооперативом на иски к должникам (и это за 4 (четыре!!!) года банкротства).
Из представленной в предыдущем абзаце информации видно, что брали заёмщики в долг под % в кооперативе в 2,6 раза меньше денег , чем предписано вернуть по исполнительным листам. Такая же пропорция приблизительно должна наблюдаться и во всей совокупности исполнительных производств, поэтому получаем: из долга в 231млн.148.674,09 руб., что заёмщиками было взято в кооперативе 87 млн. 779.144,40 руб.
Теперь стоит сопоставить сколько денег принесли в кооператив и сколько из кооператива «ушло» и куда. В реестр требований кредиторов включено 436 млн. 448.620,82 руб. по отчёту конкурсного управляющего Долгих В.В. за 20.01.2014г. Необходимо помнить, что наверняка не все пайщики-вкладчики включились в реестр, и необходимо отнять проценты, получим приблизительно 380 млн. руб..  В прессе указывалось: «по оперативным данным в кооператив люди передали около 490 млн. руб.[1]»
Имеем в пассиве от 380 млн. до 490 млн. руб. Теперь разберёмся, куда эти деньги были потрачены: из предыдущих расчётов видно, что отдано под % заёмщикам 87 млн. 779.144,40 руб., хищение Истомина – по уголовному делу следствием и судом установлено 107 млн. руб. (после прохождения аппел.суда сумма увеличилась примерно до 150 млн руб), потратить на содержание кооператива, рекламу и прочее легко можно было до 100 млн. руб. (если иметь ввиду, что на банкротство за 4 года истрачено около 40 млн. руб.) – но достоверных цифр нет. Итого получается, что израсходовано приблизительно 290 млн.. В итоге имеем от 100 до 200 млн. руб. недостачи (хищения)! Никому эта недостача не вменена в вину, нет больше никаких уголовных дел.....
[1] Статья «МММ из Кузбасса», 10.12.2013, Русская планета.